# Christian Klar
Christian Georg Alfred Klar (Freiburg im Breisgau, 1952. május 20. –) nyugatnémet terrorista, a Vörös Hadsereg Frakció (RAF) tagja. A második generáció egyik kulcsfigurájának tartják. 1977 és 1982 között több támadásban és rablásban vett részt, 1982-ben letartóztatták és két bírósági tárgyaláson életfogytiglani börtönbüntetésre ítélték kilenc, szervezetben elkövetett gyilkosságért. Klar esetleges kegyelmi kérelme vitát váltott ki a 2000-es években. 2008. december 19-én engedték ki a börtönből.

## Ifjúsága
Christian Klar középosztálybeli családból származik;  Édesanyja középiskolai fizika- és matematikatanár volt Karlsbadban, édesapja, Alfred a karlsruhei középiskolai tanács elnökhelyettese volt. Öt testvér közül ő a második legidősebb köztük egy lánytestvér. Klar a lörrachi Hans-Thoma-gimnáziumba járt, majd az ettlingeni Eichendorff-Gimnáziumba került, ahol 1972-ben érettségizett. Rövid ideig történelmet és filozófiát hallgatott a heidelbergi Ruprecht-Karls Egyetemen. Itt vett részt többek között Hartmut Soell történész bevezető szemináriumán. Később így emlékezett vissza tanulmányaira: "Néhányszor jártam ott, használtam a könyvtárat is, de úgymond kiábrándultam a tápértékből és az előkészítésből". Egy ideig az FDP és a Fiatal Demokraták tagja volt. 1973-ban megtagadta a katonai szolgálatot azzal az indokkal, hogy "mélyen életigenlő hozzáállása" van, ami azt jelenti, hogy semmi sem okozhatja "egy személy sérülését vagy megölését".

## RAF-tevékenysége és letartóztatása
1973-ban Christian Klar egy karlsruhei közös lakást bérelt barátnőjével, Adelheid Schulzcal és Günter Sonnenberggel, majd később Knut Folkerts is hozzájuk költözött. 1974. október 30-án, hogy tiltakozzon az elfogott RAF-tagok börtönkörülményei ellen, részt vett az Amnesty International hamburgi irodájának elfoglalásában. A 32 érintett ember közül többen illegalitásba vonultak, és csatlakoztak a RAF második generációjához, köztük Klar is, aki legkésőbb 1976 őszén lett a szervezet tagja. Első igazolható kapcsolata a RAF-hoz négy fegyver volt, amelyeket Siegfried Haaggal és Roland Mayerrel közösen szerzett be az Aosta-völgyben 1976. október 27-én, és amelyek közül egyet később a Schleyer-rablás során használtak. Brigitte Mohnhaupt és Peter-Jürgen Boock mellett a második RAF-generáció kulcsfigurájának tartják; Tobias Wunschik történész Klart „cselekvőként” írja le.
1977. január 5-én őt és Günter Sonnenberget ellenőrizték, miközben átlépték a svájci határt Riehen közelében. A lövöldözésben egy határőr súlyosan megsérült. A két férfinak ekkor sikerült megszöknie. Néhány órával Siegfried Buback szövetségi főügyész meggyilkolása után a nyomozók 1977. április 7-én gyanúsított bűntársként nevezték meg Klart. Nem sokkal ezután körözést adtak ki ellene. 1977-ben Klar szerint a RAF vezetése „a forradalmi folyamat beindításával” foglalkozott (77. offenzíva); A német ősz és a Stammheimi „haláléjszaka” után a stratégia a „katonai” és a politikai harcok integrálására változott, amely a következő néhány évben nem valósult meg a második RAF-generáció legtöbb tagjának letartóztatása és halála miatt. Klar részt vett a legtöbb RAF támadásban és rajtaütésben 1977 és 1982 között. A bűncselekményekben való részvételét nagyrészt tisztázták, mert számos ujjlenyomatot hagyott hátra, és néhány az NDK-be szökött RAF-tag átfogó nyilatkozatot tett, miután 1990-ben leleplezték őket.
1979-ben TBC-fertőzést kapott, gyógyulása után Dél-Jemenbe és az NDK-ba ment. Az 1980-as évek elején, az NDK-ban több hetes tartózkodása alatt más RAF-tagokkal együtt katonai kiképzést kapott, többek között célgyakorlaton, robbanóanyag-technológiában és az RPG-7 páncélöklök használatában.
Több sikertelen elfogási kísérlet után a rendőrség 1982. november 16-án letartóztatta Klart a Hamburg melletti Sachsenwaldban található Friedrichsruh közelében, ahol egy RAF fegyverraktár volt (kódnév: „Daphne”).
A Szövetségi Bűnügyi Rendőrség (BKA) egykori vezetője, Horst Herold ezután úgy értékelte, hogy „a régi RAF” Klar letartóztatásával „véget ért”.

## Bírósági eljárás
A stuttgarti Legfelsőbb Tartományi Bíróság Állambiztonsági Szenátusán a Klar elleni főper – Brigitte Mohnhaupttal együtt vádolva – 1984 februárjában kezdődött. A védelem 1984. december 13-án kelt kérése, hogy az eljárást jogi okokból leállítsák, nem járt sikerrel. A bíróság nem foglalkozott azzal az érvvel, hogy a vádlottak mint harcosok a nemzetközi jog értelmében a harcosok kiváltságai és a büntetőjogi mentesség hatálya alá tartoznak, és a főtárgyalás folytatása mellett döntött. 1985. április 2-i ítéletében a Szenátus meg volt győződve arról, hogy Klar a következő cselekményeket követte el bűnrészesként:
- 1977. január 5. – Gyilkossági kísérlet egy svájci határőr ellen Riehenben és egy sofőr ellen, akinek a járművét eltulajdonították
- 1977. április 7. – Meggyilkolták Siegfried Buback szövetségi főügyészt, sofőrjét és a Szövetségi Ügyészség járművezetői szolgálatának vezetőjét, aki szintén az autóban ült
- 1977. július 30. – Jürgen Ponto, a Dresdner Bank vezérigazgatójának meggyilkolása
- 1977. augusztus 25. – Rakétatámadási kísérlet a Szövetségi Ügyészség épülete ellen
- 1977. szeptember 5. – Hanns Martin Schleyer munkáltatói elnök elrablása, sofőrje és három testőre meggyilkolása
- 1977. október 18. – Hanns Martin Schleyer meggyilkolása
- 1981. szeptember 15. – Támadás páncélököllel az amerikai haderők európai parancsnoka, Frederick J. Kroesen, felesége, sofőrje és egy munkatársa ellen

A szenátus a következő bűncselekményeket tekintette elkövetettnek: kilencrendbeli befejezett gyilkosság és tizenegy rendbeli emberölési kísérlet, részben befejezett és megkísérelt túszejtés, zsarolásos emberrablás, robbantás, alkotmányos szervek kényszerítésének kísérlete és terrorszervezetbeni tagság. Klart ötszörös életfogytiglani börtönbüntetésre és további 15 év felfüggesztett börtönbüntetésre ítélték, ami a fennálló jogi helyzet szerint minimum 82,5 év börtönbüntetést jelentett volna. Miután az 1986. április 13-i 23. büntetőtörvény-módosítási törvény végrehajtotta a Szövetségi Alkotmánybíróság azon követelményét, miszerint az életfogytiglani börtönbüntetésnek lehetővé kell tennie a szabadulás és a rehabilitáció lehetőségét, a Szövetségi Bíróság a Klar elleni büntetést egyszerű életfogytiglanira változtatta.

1992-ben, az NDK-ba települt volt RAF-tagok terhelő nyilatkozatait követően, újabb per volt Christian Klar és Peter-Jürgen Boock ellen a Stuttgarti Legfelsőbb Területi Bíróság előtt. Ez bizonyítottnak tekintette, hogy Klar részt vett egy bankrablásban Zürichben 1979. november 19-én, és ezt követően „gyilkos szándékkal” lövéseket adott le rendőrökre és járókelőkre a Shopville-i bevásárlóközpont aluljárójában. 1992. november 3-án Klart ismét életfogytiglani börtönbüntetésre ítélték ezekért a bűncselekményekért, illetve az 1985-ös ítélet mellett utólagos összbüntetést kapott. Ebben az ítéletben „Klar bűnösségének különös súlyát” állapították meg, ami késleltette és megnehezítette a börtönből való korai szabadulást. Ez még nem szerepelt az 1985-ös ítéletben, mert a régi jogi helyzet szerint az erről szóló döntés nem az eljáró esküdtbíróságok, hanem a büntetés-végrehajtási kamarák feladata volt. Amikor a Szövetségi Alkotmánybíróság 1992. június 3-i határozatát követően ezt a joghatóságot az eljáró bíróságokra ruházták át, a Felsőbb Tartományi Bíróság meghozhatta ezt a döntést.
A már életfogytiglani börtönbüntetésre ítélt Klar elleni új büntetőeljárást egyes újságírók kritizálták (Georg Fülberth, a DKP-tagja szerint túlzás), különösen azért, mert a Szövetségi Ügyészség ezzel aláásta a Kinkel-kezdeményezést az állam és a RAF között.
A bűnösség különös súlyának megállapítása után a bíróságok a szokásos 15 évet meghaladó minimális börtönbüntetést állapítanak meg. A Stuttgarti Legfelsőbb Tartományi Bíróság 1998. február 13-án úgy határozott, hogy Klar ügyében a szolgálati idő minimális ideje 26 év..

## Letartóztatás
Klar 1982. november 16-tól volt bebörtönözve, kezdetben a stuttgarti büntetésvégrehajtási intézetben, ahol nagyrészt kapcsolat nélkül maradt a RAF többi tagjával. Eva Haule kezdetben Klar kapcsolattartója/segítője volt, mígnem nem sokkal azután, hogy Klar fő tárgyalása 1984 februárjában elkezdődött, őt is letartóztatták. Az 1989-es éhségsztrájkot követően a bruchsali büntetésvégrehajtási intézetbe helyezték át,  ahol 1989. november 10-től 2008-as szabadulásáig tartózkodott. Amikor 1992/93-ban a RAF két táborra szakadt azon kérdés miatt, hogy az államnak el kell-e fogadnia a tárgyalási ajánlatokat, Klar Mohnhaupthoz hasonlóan a keményvonalasok oldalára állt. Mint bebörtönzött RAF-tag azt állítja, hogy nagyban hozzájárult a szervezet 1998-as feloszlatásához; a vita 1995 után kapott lendületet.

### A korai szabadon bocsátásról szóló vita
Ismételten viták folytak a közvéleményben arról, hogy Klart ki kell-e idő előtt kiengedni a börtönből. 2001. november 22-én Günter Gaus beszélgetett Klarral, amelyet a következő hónapban az ORB televízió sugárzott, és „a német televíziózás történetének egyik legemlékezetesebb interjújaként” jellemezték Gaus, akit „mélyen zavart” Klar állapota, ezután arra biztatta beszélgetőpartnerét, hogy kérjen kegyelmet. Az interjúban Klar kifejtette, amikor a „bűntudat és a lelkiismeret-furdalás érzéséről” kérdezték:
„A politikai térben, a mi küzdelmünk hátterében, ezek nem fogalmak. Hagyom, hogy a másik fél érezze az érzéseit, és tiszteletben tartom őket, de nem teszem a magamévá. Túlságosan mélyen gyökerező, hogy sok emberélet nem számít, különösen itt, a gazdag országokban. Sok mindennek meg kellene változnia a gyász előtt. Belgrádot bombázzák. Sok országban olyan körülmények jönnek létre, ahol az emberi életnek még neve sincs.” 

Amikor azonban Klar 2003-ban kegyelmi kérelmet nyújtott be Johannes Rau akkori szövetségi elnökhöz, ezt írta: „Természetesen el kell ismernem bűnösségemet. Megértem az áldozatok érzéseit, és sajnálom ezeknek az embereknek a szenvedését.” A kegyelemkérés Rolf Becker erőfeszítéseinek is köszönhető, aki 2003 és 2006 között Klar önkéntes felügyelője volt. 2003-ban Becker Claus Peymann rendezőt kérte gyakornoki állás biztosítására Klar számára; 2005-ben színpadi technikus képzést ajánlott neki a Berliner Ensemble-nél. A szükséges berlini áthelyezést és szabad kijárást kezdetben nem biztosították.
2007 januárjában Klar kegyelmi kérelme élénk vita tárgyává vált, amelyben Michael Buback, a RAF áldozat Siegfried Buback fia, Gerhart Baum volt szövetségi belügyminiszter (FDP) és Volker Schlöndorff rendező vitatkozott a börtönből való esetleges szabadulásról. Ez ellen emelt szót Waltrude Schleyer, Hanns Martin Schleyer özvegye, Guido Westerwelle, Günther Beckstein és Markus Söder. Kifogásolták, hogy Klar nem adott olyan jelzést, amely igazolhatná az állam engedményét, például a megbánás és a bűnösség nyilvános beismerése vagy a megoldatlan gyilkosságokról szóló nyilatkozatok. 2007. január 28-án Sabine Christiansen nézőinek 91 százaléka a „Gnade für Gnadenlose?“ című műsorban Klar börtönből való korai szabadon bocsátása ellen szavazott. Klar kapitalizmuskritikus üzenete, amelyet a Rosa Luxemburg Konferencián 2007. január 13-án olvastak fel, közfigyelmet kapott, amikor a Report Mainz ARD televíziós magazin 2007. február 26-án részleteket közölt róla. Ismét szóba került a kegyelem, de Klar szólásszabadsághoz való joga is. Ulrich Goll (FDP) baden-württembergi igazságügyi miniszter 2007. február 28-án bejelentette, hogy Klar börtönbüntetését egyelőre nem enyhíti. 2007. május 7-én Horst Köhler szövetségi elnök elutasította Klar kegyelmi kérelmét, miután május 4-én egy dél-németországi titkos helyen beszélgetett vele.
Miután a kegyelmi kérelmet elutasították, Klar megpróbálta felfüggesztetni büntetése hátralévő részét a 26 éves minimális letöltési idő lejárta után. Ehhez kedvező társadalmi prognózisra van szükség és a fogvatartás enyhítésére. A Karlsruhei Tartományi Bíróság 2007. április 24-én adott Klarnak ilyen felmentést, miután a végrehajtási intézkedések 2004 vége óta tervezett enyhítése a baden-württembergi igazságügyi minisztérium ellenállása miatt meghiúsult.
2008. november 24-én a stuttgarti felsőbb tartományi bíróság kimondta, hogy Klart 2009. január 3-án szabadlábra kell helyezni, amikor a büntetési idő lejárt. A médiavita ezután újra elkezdődött. Kifogásolták, hogy Klar nem tanúsított kellő megbánást, nem kért bocsánatot tettéért, és nem árult el semmilyen információt a végrehajtott támadásokról, amelyek azonban jogilag nem előfeltételei a börtönből való korai szabadulásnak. Klar már 1997-ben lemondott az erőszakos cselekményekről: „Nem gondolok a fegyveres harc stratégiájának újjáélesztésére". 2007-ben megerősítette, hogy „legális életet szeretne élni”: „A politikai történetnek vége". A Klarról jelentést készítő Helmut Kury kriminológus arra a következtetésre jutott, hogy Klar már nem jelent veszélyt, legalábbis azóta, hogy a RAF 1998-ban feloszlatta magát; Azt mondta, hogy a börtönben észrevétlen maradt, és évekig együttműködött. A Legfelsőbb Tartományi Bíróság szerint Klart nem fenyegeti a bűnismétlés veszélye; Öt év próbaidőt tűztek ki. A börtönből való szabadulása elleni tiltakozásul Jürgen Vietor, a palesztin terroristaosztag által eltérített „Landshut” repülőgép másodpilótája 1977-ben, visszaadta Szövetségi Érdemkeresztjét, mert Klar szabadon bocsátása gúnyt űz a RAF minden áldozatából.
Gudrun Ensslin fia, Felix azzal magyarázta a 2007-es szabadlábra helyezési vita súlyosságát, hogy a (meg nem érdemelt) kegyelem – akárcsak a terror – felháborította az igazságérzetet.

### Vita arról, hogy ki volt a Buback-gyilkosság elkövetője
2007 áprilisában a Der Spiegelnek adott interjújában a volt RAF-tag, Peter-Jürgen Boock kijelentette, hogy információi szerint Christian Klar nem volt Siegfried Buback és társai meggyilkolásának „közvetlen résztvevője”. Megerősítette Verena Becker volt RAF-tagnak az Alkotmányvédelmi Hivatalnak tett kijelentését, miszerint Stefan Wisniewski egy motorkerékpár vezetőüléséből adott le a szövetségi főügyészre a halálos lövéseket. A meggyilkolt férfi fia, Michael Buback rámutatott a szerinte nem megfelelően értékelt tanúvallomásokra, amelyek egy nőre utaltak, mint apja gyilkosára. Nem sokkal a Buback-gyilkosság után Verena Beckert Günter Sonnenberggel együtt 1977 májusában letartóztatták, és a gyilkos fegyvert elkobozták tőle. A Verena Becker elleni következő perben Christian Klart behívták tanúként a börtönben tett megjegyzése miatt. Állítólag Beckert nevezte meg elkövetőként, de 2011 szeptemberében megtagadta a tanúskodást; Becker-re nem tudták rábizonyítani, hogy ő volt az elkövető, azonban elítélték a Buback-gyilkosságban való való közreműködésért.

## Szabadon bocsátás és civil élet
2008. december 19-én Christian Klar próbaidőre szabadult. A kiszabadulás a kitűzött dátum előtt történt, mert Klar a börtönben dolgozott és így szabadnapokat szerzett, amit elszámoltak neki.
2011-ben Berlinben élt és sofőrként dolgozott. 2013-ban Claus Peymann rendező meghívására felajánlottak neki egy gyakornoki állást színpadi technikusként a Berliner Ensemble-hez, de nem vállalta el.
2016. február 18-án vált ismertté, hogy Diether Dehm, Bundestag-képviselő, a Baloldali Párt tagja Christian Klart több éve szabadúszóként alkalmazta parlamenti weboldalának technikai támogatására, ami a parlament bírálatához vezetett. Uniós parlamenti képviselőcsoport ellenezte, míg a Baloldali Párt politikusai Klar alkalmazását védték. Az ügy akkor vált ismertté, amikor Dehm kérelmét Klar Bundestag-házbelépője iránt elutasították.2017 májusában Klar részt vett Heinz Keßler NDK volt védelmi miniszter temetésén, Eva Haule társaságában. Klaus Schroeder politológus ezt a Szövetségi Köztársaság elutasításának megerősítéseként értelmezte; Keßlerhez hasonlóan ők is egy „marxista-leninista avantgárd” részének és „politikai áldozatnak” tekintették magukat.

## Fordítás
Ez a szócikk részben vagy egészben  a   Christian Klar című német Wikipédia-szócikk fordításán alapul.  Az eredeti cikk szerkesztőit annak laptörténete sorolja fel. Ez a jelzés csupán a megfogalmazás eredetét és a szerzői jogokat jelzi, nem szolgál a cikkben szereplő információk forrásmegjelöléseként.